# Wulong (dinosaure)
Pour les articles homonymes, voir Wulong (homonymie).
Wulong bohaiensis
Genre
Espèce
Wulong (du chinois simplifié : 舞龙 ; chinois traditionnel : 舞龍 ; pinyin : wǔlóng ; litt. « dragon dansant ») est un genre éteint de petits dinosaures microraptoriens de la famille des dromaeosauridés. Il a été découvert dans la formation de Jiufotang de l'ancienne province de Jehol dans le nord-est de la Chine. Cette formation géologique est datée de l'Aptien inférieur (Crétacé inférieur), il y a environ 120 Ma (millions d'années),.
Il appartient à la partie la plus récente du célèbre biote de Jehol célèbre pour la richesse de sa faune fossile.
Une seule espèce est rattachée au genre : Wulong bohaiensis, décrite en 2020 par Ashley W. Poust, Chunling Gao, David J. Varricchio, Jianlin Wu et Fengjiao Zhang.

## Découverte
L'holotype et seul spécimen, est un squelette entier en connexion anatomique, parfaitement conservé, avec des empreintes de plumes sur ses ailes et sur ses pattes arrière. Il a été découvert au début des années 2000 par un fermier dans la province de Jehol. Le fossile est resté longtemps au musée d'Histoire Naturelle de Dalian, dans le Liaoning, avant d'être étudié par une équipe dirigée par le paléontologue américain Ashley W. Poust.

## Description
Wulong mesure environ 80 centimètres de long, dont 10 pour la tête, 20 à 25 pour le corps et une cinquantaine de centimètres pour la queue (dont une quinzaine pour les deux longues plumes terminales). Comme son proche parent Microraptor, il possède des pennes sur les pattes et la queue.
La présence de ces plumes pourrait faire penser que l'individu est adulte, mais l'analyse histologique a démontré qu'il s'agissait d'un juvénile âgé d'environ un an, dont le plumage très développé est surprenant, il pourrait être le signe d'une maturité très précoce,.

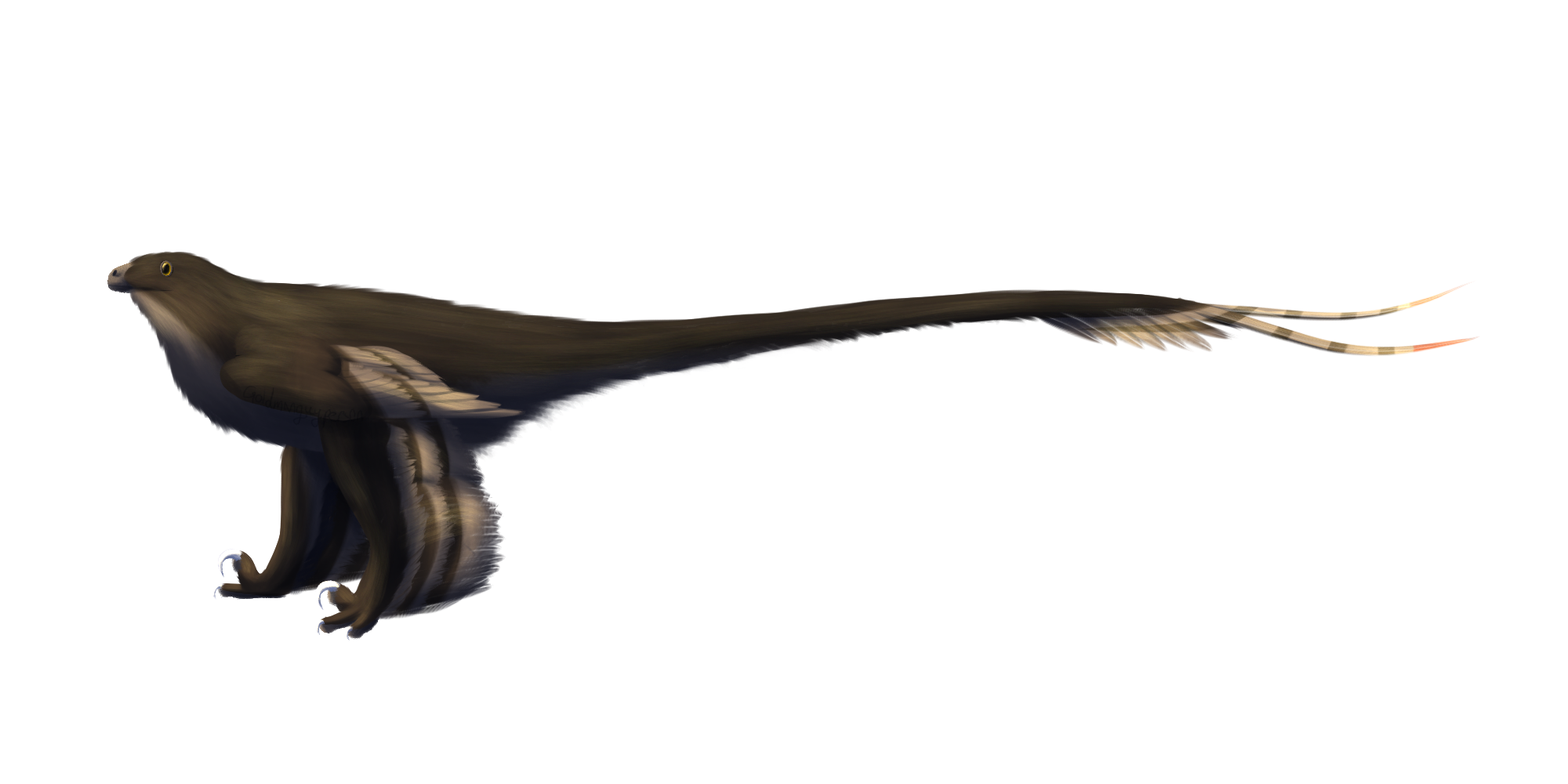
Vue d'artiste de Wulong bohaiensis.

Ses os sont pneumatisés. Sa tête est étroite et porte des mâchoires minces garnies de petites dents pointues. 

## Classification
Wulong est un théropode dromaeosauridé que l’étude phylogénétique des auteurs place dans la sous-famille des microraptorinés où il se positionne en groupe frère du genre Sinornithosaurus, pourtant un peu plus ancien (Formation d'Yixian).